# Elter Water
Elter Water  je jezero u Cumbriji na sjevero zapadu Engleske. Jezero ima dva otoka kao posebnost.
Pritoci su ovog jezera Brathay i Langdale Beck.